# Teresa Berganza
Teresa Berganza Vargas (n. 16 martie 1933, Madrid, Spania – d. 13 mai 2022, San Lorenzo de El Escorial, Spania) a fost o mezzosoprană spaniolă, cunoscută în special pentru rolurile din opere de Rossini, Mozart și Bizet. A fost apreciată pentru virtuozitatea sa tehnică, inteligența muzicală și prezența scenică impresionantă.